# Léré (Francia)
Léré è un comune francese di 1 232 abitanti situato nel dipartimento del Cher, nella regione del Centro-Valle della Loira.

## Luoghi d'interesse
- La chiesa di San Martino, eretta nel quattordicesimo secolo
- Un maniero del quindicesimo secolo
- Lo Château de Villate (Castello di Villate) eretto durante il quindicesimo secolo

## Società

### Evoluzione demografica
Abitanti censiti